# Auriane Mallo-Breton
Auriane Mallo-Breton (Lyon, 11 de outubro de 1993) é uma esgrimista francesa.

## Carreira
Auriane Mallo-Breton nasceu Mallo em 11 de outubro de 1993 em Lyon. Fez toda a sua escolaridade nesta cidade, primeiro na escola Créqui, depois no colégio Vendôme e finalmente no liceu Édouard-Herriot. Continuou os seus estudos em fisioterapia na Escola Nacional de Fisioterapia e Reabilitação (ENKRE) em Saint-Maurice antes de obter um diploma universitário em desporto e saúde pela Université Paris-Descartes (Paris-IV).
Paralelamente à escolaridade, aos sete anos começou a esgrima na escola. Inicialmente relutante, ela finalmente é convencida pelo teste. Ela então se juntou ao Masque de fer, um dos dois clubes históricos de esgrima de Lyon, onde seu irmão mais velho já pratica. A eles junta-se então o mais novo dos irmãos. Lá ela conheceu seus dois mestres de esgrima: Frédéric Carre e Rémy Delhomme. Este último a acompanhará ao longo de sua carreira. Treina no INSEP desde 2012, bem como no círculo de esgrima de Saint-Gratien desde 2016.
Ela se tornou vice-campeã da França em 2013 e terceira no campeonato francês de 2016. Foi selecionada para a seleção francesa nas provas de espada individual e por equipe nas Olimpíadas do Rio de 2016. Nos Jogos Olímpicos de Verão de 2024, conquistou a medalha de prata na disputa de espada individual e por equipe.